# Julia Hauke
Prințesa Julia de Battenberg (12 noiembrie/24 noiembrie 1825–19 septembrie 1895) a fost soția Prințului Alexandru de Hesse și Rin, mama lui Alexandru, Prinț al Bulgariei și este strămoașa actualelor generații din familiile regale britanice și spaniole.

## Biografie
Julie Therese Salomea Hauke s-a născut la Varșovia, în Polonia Congresului pe atunci condusă de Țarul Rusiei Imperiale. A fost fiica lui Hans Moritz Hauke și a Sophie Lafontaine. Tatăl ei a fost un profesionist militar german care a luptat în armata lui Napoleon în Austria, Italia, Germania și în Războiul Peninsular. După serviciul în armata poloneză și armata Ducatului de la Varșovia (1809-1814) a intrat în rândurile armatei Polonia Congresului; a devenit general plin în 1828 și a primit titlu de noblețe polonez. Recunoscând abilitățile sale, țarul Nicolae I l-a numit ministru adjunct de război al Poloniei Congresului și în 1829 l-a numit conte.
La Revolta din Noiembrie din 1830 condusă de tineri cadeți rebeli, Marele Duce Constantin, vicerege al Poloniei, a reușit să scape, însă contele Hauke a fost împușcat mortal de către cadeți pe o stradă din Varșovia. Soția lui a murit de șoc la scurt timp după și copiii lor au intrat sub tutela Țarului.

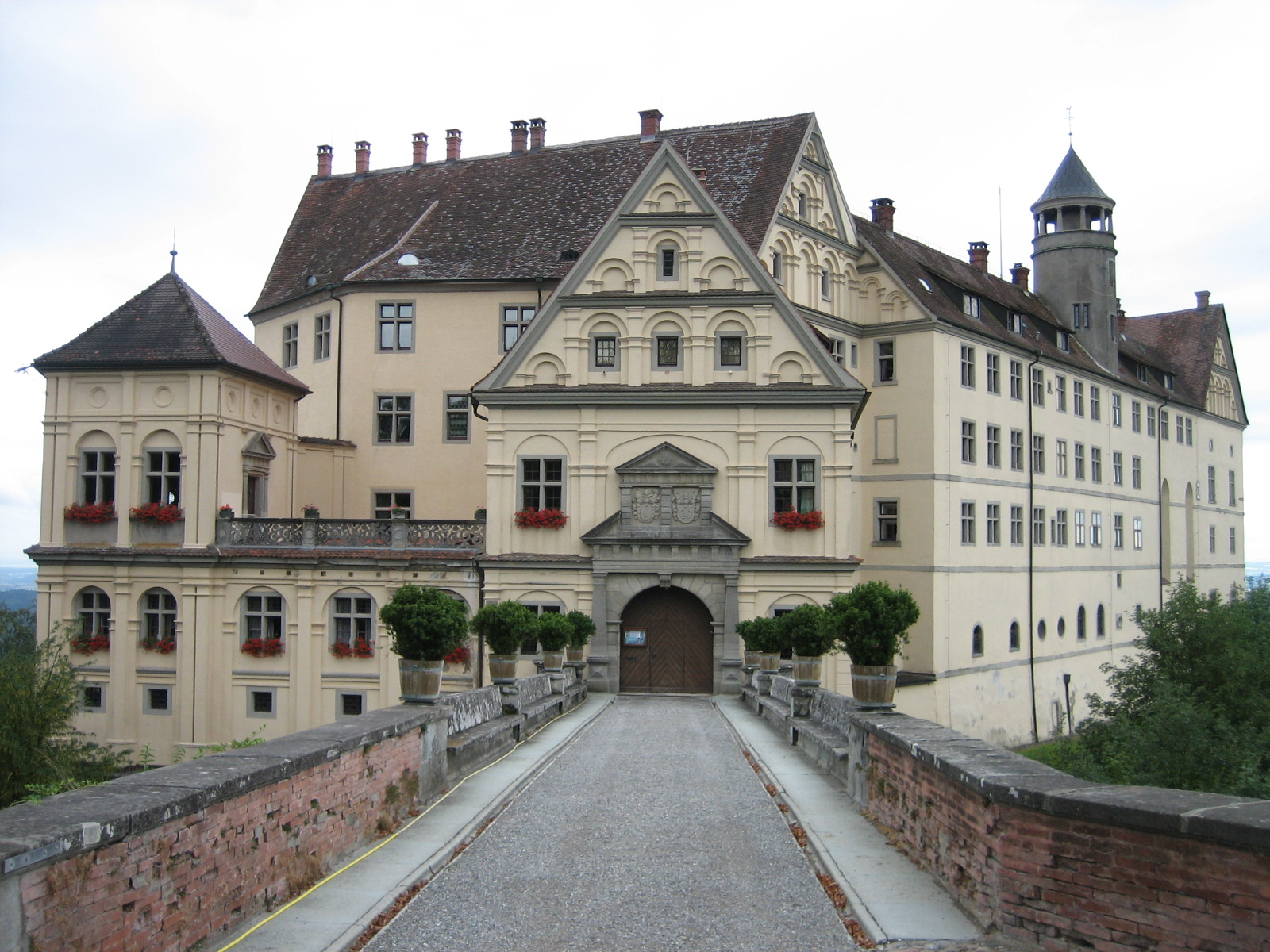
Castelul Heiligenberg, proprietate a familiei Mountbatten până în 1920, vândut pentru un salariu de mizerie, din cauza inflației din Germania.

Julia a servit ca doamnă de onoare a împărătesei Maria Alexandrovna, soția țarului Alexandru al II-lea și sora lui Alexandru de Hesse și de Rin. Ea și-a cunoscut viitorul soț în timp ce îndeplinea sarcinilor sale la curtea din Sankt Petersburg. Țarul nu a fost de acord cu nici un fel de legătură între cumnatul său, Prințul Alexandru, și un parvenit așă că, tinerii îndrăgostiți au părăsit curtea. Cu timpul, Julia și Alexandru au putut să se căsătorească; ea era însărcinată în șase luni cu primul lor copil, Marie. S-au căsătorit la 28 octombrie 1851 la Breslau în Silezia prusacă (astăzi Wrocław în Polonia).
Julia a fost considerată de rang insuficientă pentru ca oricare dintre copiii ei să se califice pentru succesiunea la tronul ducatului de Hessa și Rin; căsătoria a fost considerată morganatică. Fratele soțului ei, Marele Duce de Hesse, Ludovic al III-lea, Mare Duce de Hesse a numit-o contesă de Battenberg în 1851 iar în 1858 a fost ridicată la rangul de Prințesă de Battenberg. Copiii Juliei și ai lui Alexandru au fost, de asemenea, ridicați la rang de Prinț sau Prințesă. Astfel, Battenberg a devenit numele unei ramuri morganatice a familiei Marelui Ducat de Hesse.
Julia s-a convertit de la romano catolicism la luteranism la 12 mai 1875. Ea a murit la Castelul Heiligenberg, în apropiere de Jugenheim în sudul ducatului Hesse.

### Copii
Julia și Alexandru au avut împreună cinci copii:
- Marie (1852–1923), căsătorită în 1872 cu Gustav, Conte de Erbach-Schönberg (d. 1908); au avut copii.
- Ludwig (1854–1921), numit marchiz de Milford Haven în 1917, căsătorit în 1884 cu Prințesa Victoria de Hesse și de Rin (1863–1950); au avut copii (inclusiv Prințesa Alice, regina Louise a Suediei și Contele Mountbatten de Burma).
- Alexandru (1857–1893), numit Prinț al Bulgariei în 1879; a abdicat și a fost numit Conte de Hartenau; s-a căsătorit morganatic în 1889 cu Johanna Loisinger (1865–1951); au avut copii.
- Heinrich (1858–1896), căsătorit cu Prințesa Beatrice a Regatului Unit(1857–1944); au avut copii (inclusiv Victoria Eugenie de Battenberg care a devenit regină a Spaniei). Copii lui au locuit în Marea Britanie și au devenit lorzi și ladies cu numele de Mountbatten în 1917. Fiul său cel mare a fost numit marchiz de Carisbrooke în 1917.
- Franz Joseph (1861–1924), căsătorit în 1897 cu Prințesa Anna de Muntenegru (1874–1971); nu au avut copii.